# Beverly Osu
Beverly Ada Mary Osu (27 de septiembre de 1992) es una modelo y actriz nigeriana. Es principalmente conocida por sus papeles en películas y su participación en la octava temporada de Big Brother África. Ganó en la categoría Modelo del año en los premios Dynamix All Youth Awards 2011.

## Biografía
Osu, originaria del estado del Delta, nació en el estado de Lagos, en el suroeste de Nigeria. Obtuvo su educación primaria en el Convento de Hijas del Amor Divino, en el estado de Enugu. Solicitó admisión en la Universidad de Babcock, pero terminó asistiendo a la Universidad Nacional Abierta de Nigeria donde obtuvo su título en comunicación de masas.
Debutó como actriz un año después de que concluyera la octava temporada de Gran Hermano África 2013. En 2014, recibió su primer papel en una película titulada Curse Of The Seven junto al actor de nollywood Ken Erics.

## Filmografía

### Películas
- Nneka the Pretty Serpent
- The Family (2019)[9]
- Chief Daddy (2018) as Sandra Bello
- Zena (2018) como Pohila
- Òlòtūré (como Peju)
- A Soldiers Story: Return From The Dead (como Baby)
- Curse Of The Seven (2014)
- Your Excellency (2019)

### Televisión
- Diario de Jenifa